# Vitas Vasiliauskas
Vitas Vasiliauskas (nacido el 15 de junio de 1973 en Kaunas, Lituania) es un jurista lituano, presidente del Banco de Lituania (a partir de abril de 2011), exabogado de "LAWIN Lideika, Petrauskas, Valiūnas ir partneriai" y el viceministro de Finanzas de Lituania.

## Biografía
Después de secundaria, de 1980 a 1991 en la 4.ª escuela secundaria de Kaunas, Vasiliauskas se licenció en Derecho, de 1991 a 1996 y de 1997 realizó estudios de doctorado en la facultad de derecho de la Universidad de Vilnius. El 11 de junio de 2004, obtuvo un doctorado con la tesis titulada "Importancia de la precedente judicial en el ordenamiento jurídico del sistema romano-germánico " ("Teisminio precedento reikšmė romanų de germanų teisinėje sistemoje") y desde 2004 como Profesor en la cátedra de historia del derecho y Teoría del derecho. De 1997 a 2004 trabajó como consejero de empresas. De 2004 a 2009 fue catedrático de derecho Constitucional y de derecho administrativo y, desde 2010, la cátedra de Derecho Público.
De 1995 a 1997, fue inspector fiscal de Lituania, de 1998 a 2001, el director del Departamento de Impuestos del ministerio de finanzas, de 2001 a 2004, viceministro de Finanzas de Lituania y de 2004 a abril de 2011, jurista y abogado de la firma de abogados especializada en Derecho mercantil "Lideika, Petrauskas, Valiūnas ir partneriai LAWIN". Desde el 16 de abril de 2011 dirige el Banco de Lituania como Presidente.
De marzo de 2009 hasta junio de 2009, dirigió la campaña electoral de Dalia Grybauskaitė durante las elecciones para Presidente de lituania.
Vasiliauskas está casado con la jurista Rasa Vasiliauskienė y tienen tres hijos.
Vasiliauskas habla inglés, alemán y ruso.